# Bernhard Schwank
Bernhard Schwank (* 11. Oktober 1960) ist ein deutscher Sportfunktionär.

## Leben
Schwank spielte Fußball in der Jugend des SV Niederlahnstein und später unter anderem bei Wormatia Worms, Hassia Bingen sowie dem FSV Mainz 05. Der Verteidiger bestritt 45 Spiele für die Rheinlandauswahl, mit der bundesdeutschen Studentenauswahl errang er bei der Studentenweltmeisterschaft in Mexiko 1982 den dritten Rang, drei Jahre später nahm er ebenfalls an der Studenten-WM in Japan teil. In Mainz und Wien absolvierte Schwank ein Studium in den Fächern Geschichte, Sportwissenschaft, Politik und Erziehungswissenschaft.
1987 trat er beim Landessportbund Rheinland-Pfalz das Amt des Referenten für Leistungssport und Sportwissenschaft an, ab Jahresende 1994 war Schwank im hessischen Innenministerium für Sportbelange und für die Förderung von Verbänden und Vereinen verantwortlich, ab 2002 im als Regierungsdirektor und brachte sich in dieser Zeit auch in Frankfurts Bewerbung um die Olympischen Sommerspiele 2012 ein. Ehrenamtlich hatte er den Posten des Vorsitzenden des Olympiastützpunktes Rheinland-Pfalz/Saarland inne und leitete Leistungssportausschuss des Landessportbundes Rheinland-Pfalz. Schwank war von Oktober 2003 bis Mai 2006 Generalsekretär des Nationalen Olympischen Komitees für Deutschland (NOK) und damit letzter NOK-Generalsekretär vor dem Zusammenschluss mit dem Deutschen Sportbund. Während der Olympischen Sommerspiele 2004 in Athen sowie bei den Winterspielen 2006 in Turin leitete er in beiden Olympiastädten jeweils das Büro der deutschen Mannschaft. Er arbeitete im Vorfeld der Fußballweltmeisterschaft 2006 in Deutschland an deren Vorbereitung mit.
Ab Oktober 2006 war Schwank als Direktor des Bereichs Leistungssport des Deutschen Olympischen Sportbundes (DOSB) tätig. Er war bis 2011 Geschäftsführer der Gesellschaft, die die Bewerbung Münchens um die Olympischen Winterspiele 2018 leitete. Zum 1. Oktober 2011 kehrte Schwank als Leistungssportdirektor zum DOSB zurück. Im Dezember 2014 zog Schwank als Verantwortlicher für Zuständigkeitsbereich Internationales/Olympiabewerbung in den DOSB-Vorstand ein. Ab Mai 2015 kümmerte er sich als Direktor Sport und Internationales um den Aufbau einer Bewerbungsgesellschaft für eine Bewerbung Hamburgs um die Olympischen Sommerspiele 2024 und war dann von Juli 2015 bis März 2016 Prokurist der Hamburg 2024 GmbH, die im Februar 2018 wieder aufgelöst wurde.
Im Mai 2016 verließ er den DOSB und wurde im Ministerium für Familie, Kinder, Jugend, Kultur und Sport des Landes Nordrhein-Westfalen als Abteilungsleiter für den Bereich „Sport, Sportstätten“ tätig.